# Frida Parmeggiani
Frida Parmeggiani (* 1946 in Meran) ist eine italienische Kostümbildnerin.

## Leben
Nach einer Schneiderlehre arbeitete sie als Modezeichnerin in Zürich. 1973 hospitierte und assistierte sie an der Berliner Schaubühne, danach wurde sie Kostümbildnerin.
Ihre erste wesentliche eigene Arbeit erbrachte sie am 1. Oktober 1976 bei der Aufführung der Stücke Damals und Tritte durch Autor Samuel Beckett am Schillertheater Berlin. Danach war sie an der Deutschen Oper Berlin und an den Kammerspielen des Deutschen Theaters tätig.
Von 1976 bis 1978 war sie am Deutschen Schauspielhaus in Hamburg beschäftigt. Wichtige Aufführungen dort waren Clare Boothe Luces Frauen in New York (Premiere 17. September 1976, Regisseur: Rainer Werner Fassbinder), Stella (Premiere 4. März 1977, Regisseur: Wilfried Minks), Die Wupper (Premiere 3. Mai 1978, Regisseur: Jürgen Flimm) und In der Sache J. Robert Oppenheimer (Premiere 19. November 1977, Regisseur: Dieter Giesing).
Danach arbeitete sie als freie Kostümbildnerin unter anderem in Bremen, Düsseldorf und wieder Berlin. 1979 wurde sie bei den Bayreuther Festspielen bei der Aufführung von Lohengrin (Regisseur: Götz Friedrich) eingesetzt. Bei der Aufführung von Rienzi (Premiere 6. Juli 1983, Regisseur: Hans Lietzau) an der Bayerischen Staatsoper war sie erneut für die Kostümierung eines Werkes von Richard Wagner verantwortlich.
Es folgten wieder Arbeiten am Deutschen Schauspielhaus (Die Räuber, Premiere 28. Oktober 1983 und Minna von Barnhelm, Premiere 30. September 1984, Regisseur von beiden: Ernst Wendt) und an der Staatsoper Stuttgart (König Hirsch, Uraufführung 1985, Regisseur: Hans Hollmann). An der Bayerischen Staatsoper stattete sie 1987 den kompletten Ring des Nibelungen aus (Regisseur: Nikolaus Lehnhoff).
1987 begann ihre Zusammenarbeit mit Robert Wilson bei der Aufführung von Quartett von Heiner Müller (Premiere 18. Juni 1987 im Schlosstheater Ludwigsburg). Wichtige Inszenierungen waren unter anderem The Black Rider (Uraufführung 31. März 1990, Thalia Theater Hamburg), Alice (Uraufführung 19. Dezember 1992, Thalia Theater), Time Rocker (Uraufführung 12. Juni 1996, Thalia Theater) und Parsifal (Premiere 21. März 1991, Staatsoper).
Bei den Salzburger Festspielen arbeitete sie 1995 (Herzog Blaubarts Burg), 1997 (Pelléas und Melisande) und 1998 (Dantons Tod). Beim Pariser Théâtre du Châtelet entwarf Parmeggiani 1999 die Kostüme für Alceste und Orfeo ed Euridice. 2000 bis 2002 arbeitete sie in Zürich (Der Ring des Nibelungen) und 2005/2006 an der Los Angeles Opera (Parsifal).
Von 1989 bis 2000 unterrichtete sie Kostümdesign an der Universität für angewandte Kunst Wien und ab 2002 am Mozarteum in Salzburg. 1981 erhielt sie den Förderungspreis des Kunstpreises Berlin; 1990 wurde sie von Theater heute als beste Kostümdesignerin des Jahres für ihre Arbeit an dem Stück Black Rider ausgezeichnet.